# 岩淵町 (東京都北区)
岩淵町（いわぶちまち）は、東京都北区の町名。丁番の設定のない単独町名である。住居表示実施済区域。

## 地理
東京都北区、旧岩淵町の北端に位置する地区である。町の北部を荒川と新河岸川が東西に並行して流れ、両川に挟まれた中州状の地域が町域の約三分の一を占める。荒川対岸の埼玉県川口市との間には新荒川大橋が架かる。荒川がおおむね東京都と埼玉県の境となっているが、新荒川大橋付近では都県境が大きく東京都側に食い込み、荒川・新河岸川間の河川敷上に都県境がある。
町域は北を埼玉県川口市舟戸町と接し、東は北区志茂、南および西は北区赤羽と接する。
戸籍の表記など、北区の公式文書には岩渕町と記載されることもあったが、2007年11月5日より導入された戸籍の電子化により、表記が岩淵町に統一された。

### 河川
- 荒川 - 新荒川大橋が架かる。
- 新河岸川 - 新荒川大橋・岩淵橋が架かる。

### 地価
住宅地の地価は、2025年（令和7年）1月1日の公示地価によれば、岩淵町9-13の地点で50万2000円/m2となっている。

## 歴史

### 地名の由来
入間川（のち荒川）のほとりでゴツゴツとした岩場だったことに由来する。

### 沿革
- 1871年（明治4年）11月 - 浦和県（現埼玉県）から東京府に編入された。
- 1878年（明治11年）11月：郡区町村編制法により北豊島郡岩淵本宿町となる。
- 1889年（明治22年）5月1日：市制町村制により、岩淵本宿町、稲付村、赤羽村、袋村、下村、神谷村が合併し岩淵町となり、北豊島郡岩淵町大字岩淵本宿となる。
- 1932年（昭和7年）10月1日：東京市編入により、岩淵町は王子町と合併され、王子区となる。これに伴い、町内の地名が整理され、東京市王子区岩淵町一・二丁目となる。
- 1943年（昭和18年）7月1日：東京都制施行により、東京都王子区岩淵町一・二丁目となる。
- 1947年（昭和22年）3月15日：王子区が滝野川区と合併し北区となり、東京都北区岩淵町一・二丁目となる。
- 1971年（昭和46年）7月：岩淵町二丁目に住居表示が施行され、北区赤羽一丁目・二丁目、赤羽南一丁目の一部となる。
- 1972年（昭和47年）2月：岩淵町一丁目に住居表示が施行され、北区岩淵町となる。

1964年（昭和39年）から行われた住居表示施行の際、北区は当初岩淵町全域を「赤羽」とする予定だった。しかし、代々受け継いできた町名が消えることを危惧した地元住民が延べ8年に亘る反対運動を展開。その結果、区は住民の訴えを一部受け入れる形で和解、一丁目が「岩淵町」のまま住居表示が施行されることとなった。

## 世帯数と人口
2023年（令和5年）1月1日現在（東京都発表）の世帯数と人口は以下の通りである。
| 町丁   | 世帯数    | 人口    |
| ------ | --------- | ------- |
| 岩淵町 | 2,905世帯 | 4,960人 |

### 人口の変遷
国勢調査による人口の推移。
| 年                 | 人口  |
| ------------------ | ----- |
| 1995年（平成7年）  | 4,166 |
| 2000年（平成12年） | 4,154 |
| 2005年（平成17年） | 4,202 |
| 2010年（平成22年） | 4,344 |
| 2015年（平成27年） | 4,622 |
| 2020年（令和2年）  | 4,827 |

### 世帯数の変遷
国勢調査による世帯数の推移。
| 年                 | 世帯数 |
| ------------------ | ------ |
| 1995年（平成7年）  | 1,798  |
| 2000年（平成12年） | 1,895  |
| 2005年（平成17年） | 2,016  |
| 2010年（平成22年） | 2,279  |
| 2015年（平成27年） | 2,450  |
| 2020年（令和2年）  | 2,714  |

## 学区
区立小・中学校に通う場合、学区は以下の通りとなる（2023年10月時点）。
| 番地                              | 小学校               | 中学校               |
| --------------------------------- | -------------------- | -------------------- |
| 1〜22番 25番22〜24号              | 北区立岩淵小学校     | 北区立赤羽岩淵中学校 |
| 24番 25番1〜21・25〜28号 26〜41番 | 北区立第四岩淵小学校 | 北区立赤羽岩淵中学校 |

## 事業所
2021年（令和3年）現在の経済センサス調査による事業所数と従業員数は以下の通りである。
| 町丁   | 事業所数 | 従業員数 |
| ------ | -------- | -------- |
| 岩淵町 | 83事業所 | 416人    |

### 事業者数の変遷
経済センサスによる事業所数の推移。
| 年                 | 事業者数 |
| ------------------ | -------- |
| 2016年（平成28年） | 102      |
| 2021年（令和3年）  | 83       |

### 従業員数の変遷
経済センサスによる従業員数の推移。
| 年                 | 従業員数 |
| ------------------ | -------- |
| 2016年（平成28年） | 401      |
| 2021年（令和3年）  | 416      |

## 交通

### 鉄道
鉄道
- 東京メトロ南北線、埼玉高速鉄道線
  - 赤羽岩淵駅 - 駅の所在地は赤羽だが、3番出入口は町域内にある。

JR赤羽駅の利用圏内でもある。（岩淵町から赤羽駅まで徒歩10分程度）

### バス
- 都営バス
  - 王57：岩淵町停留所
- 国際興業バス
  - 赤06・赤23、赤23-2、赤23-3・赤20、赤21：赤羽岩淵駅停留所

### 道路
岩淵町内にある「赤羽交差点」は国道122号（北本通り・岩槻街道）と都道311号環状八号線（環八通り）・都道445号常盤台赤羽線が交わる。環八通りはこの赤羽交差点が終点である。

## 施設
- 北区立岩淵小学校
- 明照幼稚園
- 岩淵町自治会会館
- 赤羽桜堤緑地
- 荒川大橋サッカー場
- 新河岸川庭球場
- 小山酒造 - 東京23区内で唯一の日本酒の蔵元。銘柄は「丸真正宗」。
- 正光寺
- 大満寺
- 八雲神社

## その他

### 日本郵便
- 郵便番号 : 115-0041[3]（集配局 : 赤羽郵便局[16]）。